# Gran Premio motociclistico del Giappone 1996
Il Gran Premio motociclistico del Giappone 1996 fu il terzo appuntamento del motomondiale 1996. Si svolse il 21 aprile sul circuito di Suzuka e registrò le vittorie di Norifumi Abe su Yamaha nella classe 500, di Max Biaggi nella classe 250 e di Masaki Tokudome nella classe 125.

## Classe 500

### Arrivati al traguardo

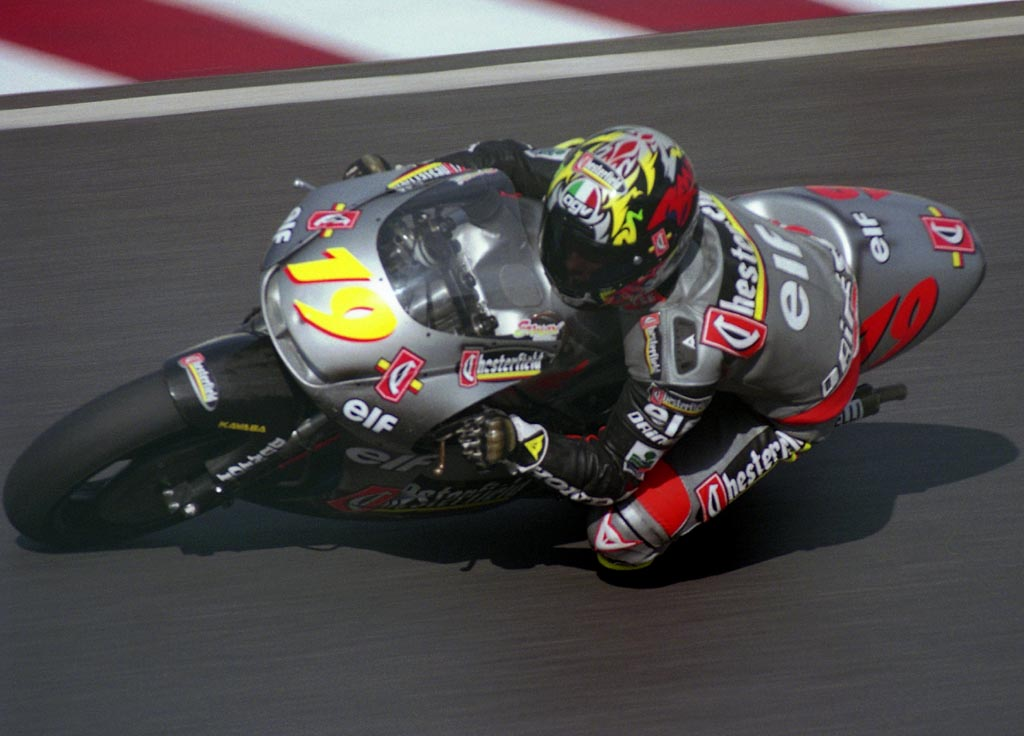
Olivier Jacque su Honda durante il GP

| Pos. | Nº | Pilota            | Squadra                 | Motocicletta  | Giri | Tempo     | Griglia | Punti |
| ---- | -- | ----------------- | ----------------------- | ------------- | ---- | --------- | ------- | ----- |
| 1    | 9  | Norifumi Abe      | Marlboro Yamaha Roberts | Yamaha        | 21   | 45:34.590 | 11      | 25    |
| 2    | 4  | Àlex Crivillé     | Repsol Honda            | Honda         | 21   | +6.496    | 1       | 20    |
| 3    | 11 | Scott Russell     | Lucky Strike Suzuki     | Suzuki        | 21   | +7.140    | 10      | 16    |
| 4    | 6  | Tadayuki Okada    | Repsol Honda            | Honda         | 21   | +11.724   | 8       | 13    |
| 5    | 2  | Daryl Beattie     | Lucky Strike Suzuki     | Suzuki        | 21   | +13.670   | 17      | 11    |
| 6    | 1  | Mick Doohan       | Repsol Honda            | Honda         | 21   | +19.858   | 7       | 10    |
| 7    | 15 | Doriano Romboni   | IP Aprilia Racing       | Aprilia       | 21   | +22.334   | 2       | 9     |
| 8    | 12 | Jean-Michel Bayle | Marlboro Yamaha Roberts | Yamaha        | 21   | +34.456   | 3       | 8     |
| 9    | 17 | Alberto Puig      | Fortuna-Honda-Pons      | Honda         | 21   | +38.230   | 19      | 7     |
| 10   | 24 | Carlos Checa      | Fortuna-Honda-Pons      | Honda         | 21   | +41.488   | 16      | 6     |
| 11   | 41 | Shin'ichi Itō     | Repsol Honda            | Honda         | 21   | +43.146   | 14      | 5     |
| 12   | 10 | Kenny Roberts Jr  | Marlboro Yamaha Roberts | Yamaha        | 21   | +1:01.450 | 13      | 4     |
| 13   | 13 | Jeremy McWilliams | Qub Team Optimum        | ROC Yamaha    | 21   | +1:38.718 | 22      | 3     |
| 14   | 20 | Toshiyuki Arakaki | Padgetts Racing         | Yamaha        | 21   | +1:38.802 | 15      | 2     |
| 15   | 18 | James Haydon      | W.C.M.                  | ROC Yamaha    | 21   | +1:51.385 | 26      | 1     |
| 16   | 23 | Eugene McManus    | Millar Racing           | Yamaha        | 21   | +1:51.732 | 28      |       |
| 17   | 19 | Sean Emmett       | Harris Grand Prix       | Harris Yamaha | 21   | +1:52.087 | 27      |       |
| 18   | 8  | Juan Borja        | Elf 500 Roc             | Elf 500       | 20   | +1 giro   | 18      |       |

### Ritirati

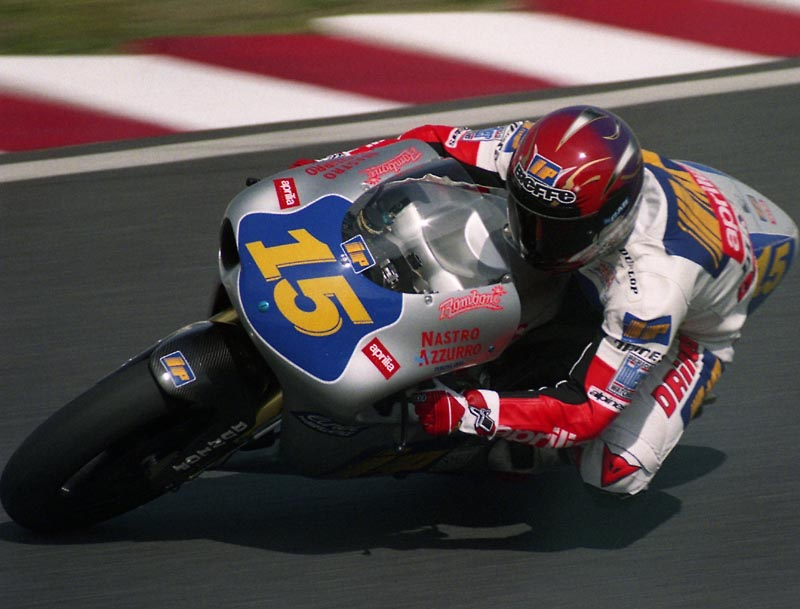
Romboni sull'Aprilia RSW-2 durante il GP

| Nº | Pilota              | Squadra                | Motocicletta | Giri | Griglia |
| -- | ------------------- | ---------------------- | ------------ | ---- | ------- |
| 52 | Takuma Aoki         | Team HRC               | Honda        | 15   | 5       |
| 14 | Adrian Bosshard     | Elf 500 Roc            | Elf 500      | 15   | 23      |
| 53 | Katsuaki Fujiwara   | Lucky Strike Suzuki    | Suzuki       | 12   | 4       |
| 7  | Alex Barros         | Honda Pileri           | Honda        | 11   | 9       |
| 65 | Loris Capirossi     | Marlboro Yamaha Rainey | Yamaha       | 10   | 6       |
| 16 | Laurent Naveau      | ELC Lease ROC          | ROC Yamaha   | 8    | 25      |
| 3  | Luca Cadalora       | Kanemoto Honda         | Honda        | 7    | 12      |
| 51 | Jean Pierre Jeandat | Team Paton             | Paton        | 5    | 24      |
| 27 | Frédéric Protat     | Soverex FP Racing      | ROC Yamaha   | 3    | 21      |

### Non partito
| Nº | Pilota          | Squadra        | Motocicletta | Griglia |
| -- | --------------- | -------------- | ------------ | ------- |
| 22 | Lucio Pedercini | Team Pedercini | ROC Yamaha   | 20      |

## Classe 250

### Arrivati al traguardo
| Pos. | Nº | Pilota               | Squadra                 | Motocicletta | Giri | Tempo     | Griglia | Punti |
| ---- | -- | -------------------- | ----------------------- | ------------ | ---- | --------- | ------- | ----- |
| 1    | 1  | Max Biaggi           | Chesterfield Aprilia    | Aprilia      | 19   | 41:36.486 | 2       | 25    |
| 2    | 52 | Noriyasu Numata      | Lucky Strike Suzuki     | Suzuki       | 19   | +13.560   | 3       | 20    |
| 3    | 74 | Daijirō Katō         | Team Kotake             | Honda        | 19   | +19.839   | 5       | 16    |
| 4    | 19 | Olivier Jacque       | Chesterfield Elf Tech 3 | Honda        | 19   | +20.000   | 4       | 13    |
| 5    | 10 | Tōru Ukawa           | Benetton Honda          | Honda        | 19   | +20.446   | 8       | 11    |
| 6    | 6  | Nobuatsu Aoki        | Rheos Molenaar Racing   | Honda        | 19   | +24.751   | 9       | 10    |
| 7    | 54 | Kensuke Haga         | Yamaha Racing           | Yamaha       | 19   | +33.656   | 10      | 9     |
| 8    | 3  | Ralf Waldmann        | HB Honda Germany        | Honda        | 19   | +38.644   | 7       | 8     |
| 9    | 7  | Luis d'Antín         | MX Onda-S.S.P. Comp.    | Honda        | 19   | +44.416   | 15      | 7     |
| 10   | 5  | Jean-Philippe Ruggia | Chesterfield Elf Tech 3 | Honda        | 19   | +44.542   | 13      | 6     |
| 11   | 26 | Takeshi Tsujimura    | Fcc Technical Sports    | Honda        | 19   | +1:01.951 | 17      | 5     |
| 12   | 11 | Jürgen Fuchs         | HB Honda Germany        | Honda        | 19   | +1:02.092 | 16      | 4     |
| 13   | 29 | Osamu Miyazaki       | Edo Racing              | Aprilia      | 19   | +1:02.484 | 19      | 3     |
| 14   | 55 | Régis Laconi         | Tecmas Grand Prix       | Honda        | 19   | +1:02.778 | 21      | 2     |
| 15   | 9  | Yasumasa Hatakeyama  | Fcc Technical Sports    | Honda        | 19   | +1:02.907 | 11      | 1     |
| 16   | 27 | Sebastián Porto      | PR2 Aprilia YPF-Esco    | Aprilia      | 19   | +1:03.014 | 24      |       |
| 17   | 53 | Kyoji Nanba          | Yamaha Racing           | Yamaha       | 19   | +1:06.271 | 6       |       |
| 18   | 18 | Roberto Locatelli    | Nastro Azzurro Aprilia  | Aprilia      | 19   | +1:14.852 | 18      |       |
| 19   | 14 | Eskil Suter          | Mohag Aprilia           | Aprilia      | 19   | +1:15.376 | 14      |       |
| 20   | 16 | Sete Gibernau        | Axo San Patrignano      | Honda        | 19   | +1:22.370 | 22      |       |
| 21   | 20 | Luca Boscoscuro      | Scuderia AGV            | Aprilia      | 19   | +1:27.027 | 23      |       |
| 22   | 41 | Jamie Robinson       | Docshop Racing          | Aprilia      | 19   | +1:30.186 | 20      |       |
| 23   | 30 | José Luis Cardoso    | Sherry Repsol Aprilia   | Aprilia      | 19   | +1:46.856 | 27      |       |
| 24   | 22 | Oliver Petrucciani   | Mohag Aprilia           | Aprilia      | 19   | +1:47.046 | 32      |       |
| 25   | 28 | Cristophe Cogan      | Team AJP                | Honda        | 18   | +1 giro   | 30      |       |

### Ritirati
| Nº | Pilota                   | Squadra                | Motocicletta | Giri | Griglia |
| -- | ------------------------ | ---------------------- | ------------ | ---- | ------- |
| 12 | Jurgen van den Goorbergh | M.Q.P. Racing          | Honda        | 12   | 12      |
| 21 | Massimo Ottobre          | FGF Guidotti           | Aprilia      | 11   | 25      |
| 8  | Cristiano Migliorati     | Axo San Patrignano     | Honda        | 10   | 28      |
| 15 | Gianluigi Scalvini       | Team Pileri            | Honda        | 7    | 31      |
| 25 | Davide Bulega            | Team Italia            | Aprilia      | 4    | 26      |
| 23 | Christian Boudinot       | Promoto Sport          | Aprilia      | 4    | 29      |
| 31 | Tetsuya Harada           | Marlboro Yamaha Rainey | Yamaha       | 3    | 1       |
| 96 | José Barresi             | Marlboro Venemotos     | Yamaha       | 3    | 33      |

## Classe 125

### Arrivati al traguardo
| Pos. | Nº | Pilota            | Squadra                | Motocicletta | Giri | Tempo     | Griglia | Punti |
| ---- | -- | ----------------- | ---------------------- | ------------ | ---- | --------- | ------- | ----- |
| 1    | 7  | Masaki Tokudome   | Ditter Plastic         | Aprilia      | 18   | 41:44.002 | 3       | 25    |
| 2    | 1  | Haruchika Aoki    | Rheos Molenaar Racing  | Honda        | 18   | +1.232    | 2       | 20    |
| 3    | 12 | Noboru Ueda       | Docshop Racing         | Honda        | 18   | +2.010    | 1       | 16    |
| 4    | 8  | Tomomi Manako     | UGT Europa             | Honda        | 18   | +8.126    | 24      | 13    |
| 5    | 15 | Manfred Geissler  | Marlboro-Aprilia-Eckl  | Aprilia      | 18   | +15.420   | 17      | 11    |
| 6    | 52 | Masao Azuma       | Team Fujiwara          | Honda        | 18   | +16.218   | 7       | 10    |
| 7    | 13 | Lucio Cecchinello | Honda Team GP3         | Honda        | 18   | +16.744   | 9       | 9     |
| 8    | 55 | Jorge Martínez    | Airtel-Aspar           | Aprilia      | 18   | +24.449   | 6       | 8     |
| 9    | 17 | Darren Barton     | Ditter Plastic         | Aprilia      | 18   | +25.354   | 18      | 7     |
| 10   | 53 | Shigeru Ibaraki   | Yamaha Racing          | Yamaha       | 18   | +28.019   | 19      | 6     |
| 11   | 46 | Valentino Rossi   | Scuderia AGV           | Aprilia      | 18   | +37.643   | 10      | 5     |
| 12   | 6  | Stefano Perugini  | Nastro Azzurro Aprilia | Aprilia      | 18   | +42.357   | 12      | 4     |
| 13   | 37 | Paolo Tessari     | Team Pileri            | Honda        | 18   | +46.900   | 25      | 3     |
| 14   | 24 | Jaroslav Huleš    | Team Pileri            | Honda        | 18   | +46.950   | 20      | 2     |
| 15   | 56 | Shinichi Sugaya   | Alice & Calbee         | Honda        | 18   | +1:08.334 | 16      | 1     |
| 16   | 36 | Josep Sarda       | Mobil 1-TNT-LB Racing  | Honda        | 18   | +1:08.368 | 27      |       |
| 17   | 21 | Andrea Ballerini  | Team Italia            | Aprilia      | 18   | +1:24.224 | 21      |       |
| 18   | 30 | Stefano Cruciani  | Krona-Aprilia          | Aprilia      | 18   | +1:25.803 | 30      |       |
| 19   | 26 | Ivan Goi          | Cepsa Effeuno Matteoni | Honda        | 18   | +1:26.722 | 29      |       |
| 20   | 23 | Frédéric Petit    | Team RMS               | Honda        | 18   | +1:31.487 | 31      |       |
| 21   | 29 | Makoto Ono        | Axo San Patrignano     | Honda        | 18   | +1:34.816 | 32      |       |

### Ritirati
| Nº | Pilota          | Squadra                 | Motocicletta | Giri | Griglia |
| -- | --------------- | ----------------------- | ------------ | ---- | ------- |
| 4  | Akira Saito     | Docshop Racing          | Honda        | 17   | 5       |
| 2  | Kazuto Sakata   | Krona-Aprilia           | Aprilia      | 15   | 4       |
| 10 | Peter Öttl      | Marlboro-Aprilia-Eckl   | Aprilia      | 8    | 8       |
| 54 | Kazuhiro Takao  | Castrol Team Harc Pro   | Honda        | 8    | 14      |
| 72 | Garry McCoy     | Scuderia Alfa Bieffe    | Aprilia      | 8    | 13      |
| 3  | Emilio Alzamora | Cepsa Effeuno Matteoni  | Honda        | 7    | 11      |
| 27 | Gabriele Debbia | Biesse Semprucci Debbia | Yamaha       | 7    | 28      |
| 5  | Dirk Raudies    | HB Team Raudies         | Honda        | 5    | 23      |
| 19 | Yōichi Ui       | Yamaha Kurz             | Yamaha       | 4    | 26      |
| 31 | Ken Ohashi      | Mobil 1-TNT-LB Racing   | Honda        | 1    | 22      |
| 14 | Yoshiaki Katō   | Yamaha Kurz             | Yamaha       | 1    | 15      |